# Republik Minerva

Flagge der Republik Minerva

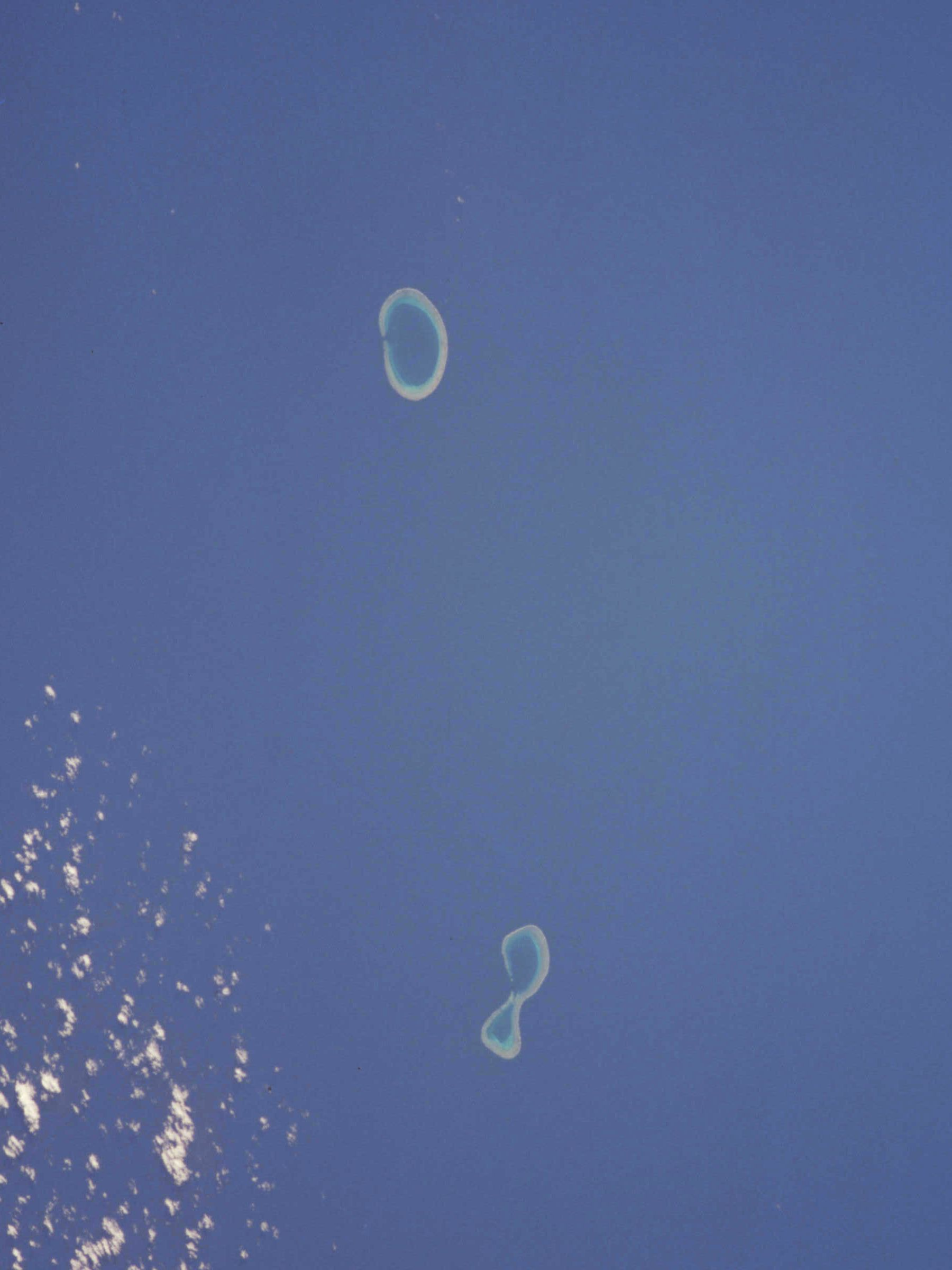
Satellitenaufnahme der Minerva-Riffe

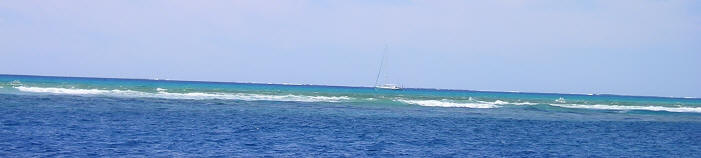
Panorama des Minerva-Riffs

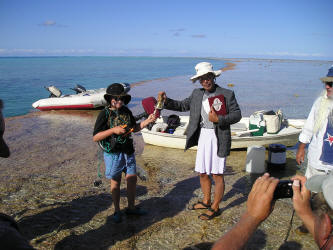
Morris Davis am Strand von Minerva

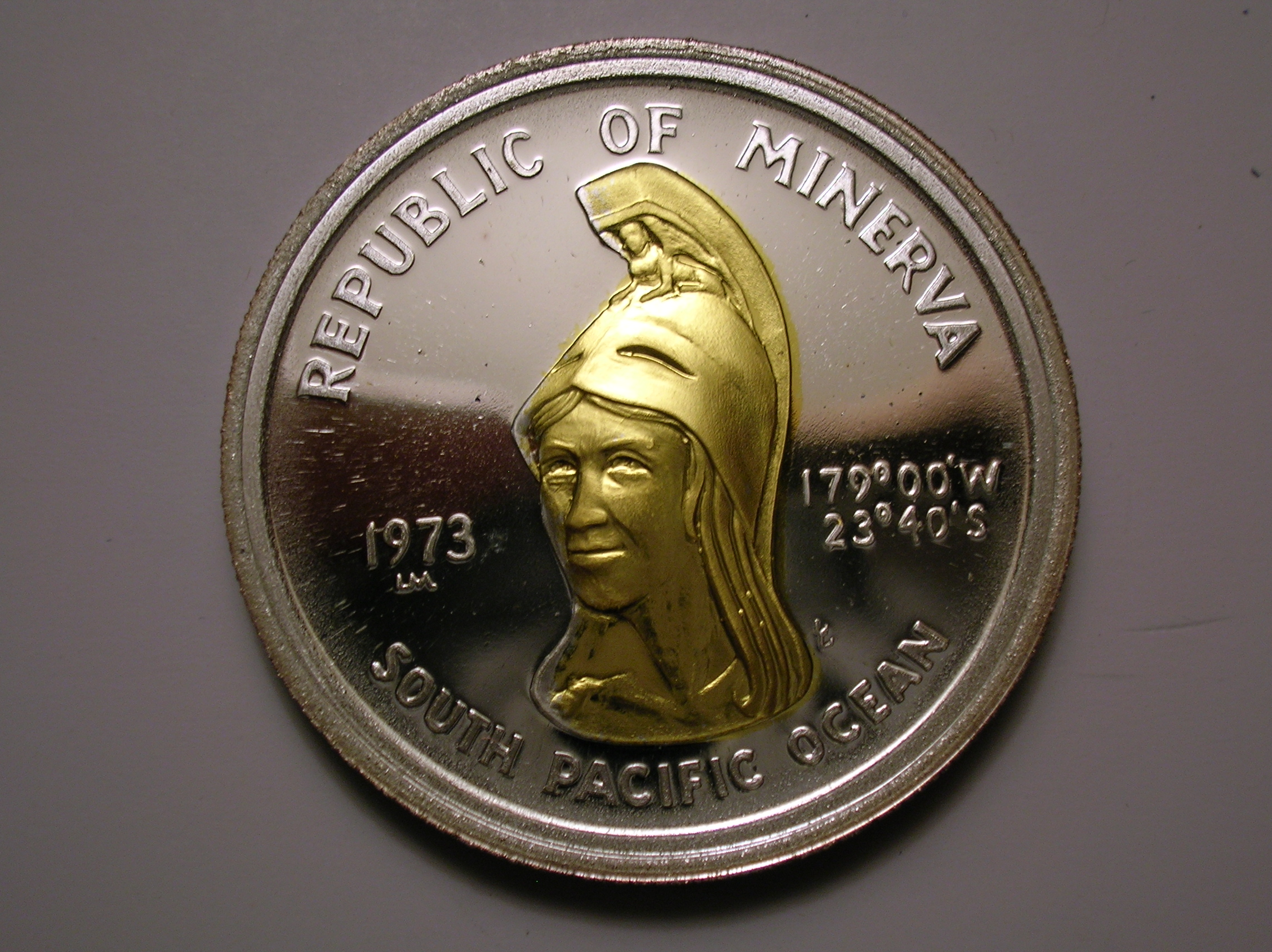
35 Minerva-Dollar-Münze, 1973

Die Republik Minerva war ein Versuch, einen unabhängigen Staat auf einem Atoll im Pazifik zu gründen. Der Initiator dieses Projekts war Michael Oliver, ein Immobilienunternehmer und Millionär aus Las Vegas. Oliver bildete eine Gesellschaft, die Ocean Life Research Foundation, ein Zweig der Phoenix Foundation, welche für das Projekt nach eigenen Angaben einige hundert Millionen US-Dollar zur Verfügung hatte und Büros in New York und in London unterhielt.
Die unbewohnten Minerva-Riffe 500 km südwestlich von Tongatapu (Tonga) und 300 km südlich von Ono-i-Lau (Fidschi) wurden als Gebiet des neuen Staates ausgewählt. 1971 wurde mit dem Bau einer künstlichen Insel begonnen. Mit Lastkähnen wurde Sand von Australien nach Minerva transportiert, um das Niveau des Riffs anzuheben und die Voraussetzungen für den Bau eines kleinen Turms zu schaffen. Geplant war, auch eine Stadt mit dem Namen Sea City für 30.000 Einwohner zu errichten. Am 19. Januar 1972 wurde die Unabhängigkeit der Republik Minerva ausgerufen und die Flagge des neuen Staates auf dem Minerva-Riff gehisst. Die Unabhängigkeitserklärung des neuen Staates wurde den benachbarten Staaten übermittelt, eine eigene Währung wurde herausgegeben. Im Februar 1972 wurde Morris C. Davis zum provisorischen Präsidenten der Republik Minerva gewählt.
Am 24. Februar 1972 fand eine Konferenz der Nachbarstaaten Australien, Neuseeland, Tonga, Fidschi, Nauru, Westsamoa und der Cookinseln statt. Hierbei erhob Tonga Anspruch auf das Minerva-Riff.
Am 15. Juni 1972 wurde die folgende Bekanntmachung im Amtsblatt des Königreichs Tonga veröffentlicht:

„PROKLAMATION
Seine Majestät, König Taufaʻahau Tupou IV. gibt hiermit bekannt:
Weil die Riffe, die als nördliches Minerva-Riff und südliches Minerva-Riff bekannt sind, lange als Fangplätze für die Fischer aus Tonga gedient haben und seit langem als zum Königreich von Tonga gehörend betrachtet werden, die Inseln Teleki Tokelau und Teleki Tonga genannt werden; und weil es angebracht ist, dass wir die Rechte des Königreiches von Tonga auf diese Inseln jetzt sichern sollten; bekräftigen wir hiermit und bestätigen, dass die Inseln, die Felsen, die Riffe, die Küsten und die Wasserflächen, die innerhalb eines Radius von zwölf Meilen liegen, ein Teil unseres Königreiches Tonga sind.“

Die Streitkräfte von Tonga beendeten die Bauarbeiten, holten in Anwesenheit des Königs am 19. und am 21. Juni 1972 zuerst auf dem nördlichen, dann auch auf dem südlichen Riff die Flaggen der Republik Minerva ein und besetzten das Atoll. Tongas Anspruch auf das Land wurde im September 1972 vom Südpazifikforum anerkannt. Der provisorische Präsident Davis wurde von Michael Oliver entlassen und das Projekt brach zusammen.
1982 versuchte eine Gruppe US-Amerikaner, die wieder von Morris C. „Bud“ Davis angeführt wurde, erneut das Riff zu besetzen. Nach drei Wochen wurden sie jedoch von tonganischen Truppen gezwungen, die Insel zu verlassen.
In den letzten Jahren haben einige Gruppen versucht, einen Staat Minerva wiederherzustellen. Im Oktober 2003 proklamierte Prinz Calvin aus Charleston (USA) im Internet das Fürstentum Minerva. Auch andere Gruppen beanspruchen, die frühere Republik zu repräsentieren. Bis heute hat niemand den Versuch gemacht, das Minerva-Riff erneut in Besitz zu nehmen.
Im November 2005 stellte Fidschi einen Antrag hinsichtlich eines territorialen Anspruches auf Minerva bei der Internationalen Meeresbodenbehörde. Tonga hat einen Gegenanspruch erhoben. Die Gruppe Fürstentum Minerva behauptet, ebenfalls einen Gegenanspruch erhoben zu haben.